# Вернет, Карл
Карл Вернет (дат. Carl Værnet), также известный как Карл Петер Йенсен (дат. Carl Peter Jensen; 1893—1965) — датский врач и штурмбаннфюрер СС, известный проведением опытов над гомосексуальными заключёнными концентрационного лагеря Бухенвальд в 1944 году с целью их «излечения».

## Опыты Вернета в Бухенвальде
В 1943 году Рейхсфюрер СС Генрих Гиммлер, узнав об исследованиях датского доктора Вернета по «излечению гомосексуальности», приглашает его проводить исследования в Рейхе на базе Бухенвальда. Опыты на людях были начаты Вернетом в июле 1944 года. Сохранилась подробная документация о проведении им операций над 12 гомосексуалами Бухенвальда, в результате которых им в паховую область вшивалась капсула с «мужским гормоном», которая должна была сделать из них гетеросексуалов. Первым подопытным Вернета стал 55-летний католический теолог, приговорённый в 1936 году по § 175 и после отбывания каторги в 1944 году направленный под «защитный арест» в Бухенвальд.
Некоторые из заключённых соглашались на операцию добровольно в надежде быть освобождёнными из лагеря после «исцеления». Однако посещение «исцелившимися гомосексуалами» лагерных борделей не рассматривалось лагерным руководством как доказательство «излечения». В 1944 году по указу Гиммлера заключённые, над которыми была проведена операция по вшиванию «мужского гормона», направлялись в женский концентрационный лагерь Равенсбрюк, в котором содержалось множество женщин, осуждённых за проституцию. Лагерное руководство давало женщинам указание сблизиться с «исцелёнными» мужчинами и вступить с ними в половой контакт. Однако и это до конца не устраняло сомнения лагерного руководства.

## Жизнь после войны
В 1945 году Вернет со своей семьей вернулся в Данию. После войны он бы арестован и обвинён в государственной измене, но на суде не признал вины, утверждая, что действовал в интересах медицины. 12 ноября 1945 года у Вернета случился сердечный приступ и его перевели в госпиталь, где два врача сочли, что Вернет слишком болен, чтобы предстать перед судом, и порекомендовали его отпустить (позже возникло предположение, что они солгали, потому что Вернет был знаком с одним из них). Вернет был выпущен в феврале 1946 года, в то время как суд над ним был отложен. Затем, утверждая, что сердечные приступы Вернета начали учащаться, один из его бывших коллег обратился к прокурору с просьбой разрешить Вернету отправиться в Швецию на лечение в Стокгольм, где в то время практиковалась известная своими положительными результатами витаминотерапия для людей с больным сердцем. Хотя прокуратура в то время готовила обвинительное заключение против Вернета, в начале сентября 1946 года они дали добро и даже вернули Вернету его паспорт, который был конфискован у него во время суда. Но в конце ноября полиции сообщили, что Вернет планирует сбежать в Южную Америку. Когда полиция сделал соответствующий запрос с стокгольмскую больницу, где должен был лечиться Вернет, оттуда сообщили, что такой пациент у них появлялся. Через некоторое время полиция обратилась к Швеции с просьбой арестовать Вернета и экстрадировать его обратно в Данию, но время было упущено: уже в декабре 1946 года Вернет перебрался из Швеции в Бразилию, а оттуда в Аргентину, куда он прибыл 17 марта 1947 года.
Он стал гражданином Аргентины под именем Карлос Педро Варнет и убедил аргентинские власти в будущих возможностях искусственной железы, из-за чего в августе 1947 года его приняли на работу в министерство здравоохранения Аргентины в Буэнос-Айресе. Однако министерство постепенно утратило интерес к искусственной железе и поэтому в 1949 году Вернет был уволен из министерства. Тогда он открыл частную медицинскую практику, но в 1955 году частично свернул её, когда его сбила машина и он получил тяжёлые травмы, из-за чего на полтора года был прикован к инвалидной коляске. Вернет дважды делал попытки вернуться в Данию, в 1959 и в 1965 годах, но все они окончились неудачей, потому что он просил власти Дании прекратить дело против него, на что они оба раза отвечали отказом. Незадолго до смерти он снова делал попытку вернуться в Данию, но был госпитализирован с болью и высокой температурой и умер 25 ноября 1965 года после двух недель госпитализации.